# Lumbrineris abyssalis
Lumbrineris abyssalis är en ringmaskart som beskrevs av Imajima och Masanobu Higuchi 1975. Lumbrineris abyssalis ingår i släktet Lumbrineris och familjen Lumbrineridae. Inga underarter finns listade i Catalogue of Life.